# Wieniamin Afonin
Wieniamin Gieorgijewicz Afonin (ros. Вениамин Георгиевич Афонин, ur. 8 lipca 1931 w Prokopjewsku) – radziecki działacz partyjny.

## Życiorys
W latach 1950–1964 pracował w fabrykach w obwodzie kemerowskim, od 1957 członek KPZR, w 1963 ukończył studia w Instytucie Górniczym w Kemerowie. Od 1965 pracował w kombinacie chemicznym w Kraju Stawropolskim, od 1970 funkcjonariusz partyjny, w 1974 zaocznie ukończył Wyższą Szkołę Partyjną przy KC KPZR. W latach 1980–1983 sekretarz Stawropolskiego Komitetu Krajowego KPZR, w latach 1983-1988 kierownik Wydziału Przemysłu Chemicznego KC KPZR, w latach 1986-1989 zastępca członka, a między 1989 a 1991 członek KC KPZR. Od 30 lipca 1988 do 28 września 1990 I sekretarz Komitetu Obwodowego KPZR w Kujbyszewie, od 1990 na emeryturze. Deputowany ludowy ZSRR. Pochowany na cmentarzu miejskim w Troicku.